# Smith Creek (Bailey Creek)
Der Smith Creek ist ein kleiner Fluss im Davie County im US-Bundesstaat North Carolina. Er entspringt etwa drei Kilometer nordwestlich von Hillsdale. Von dort fließt er in südöstliche Richtung, wobei er nach kurzer Distanz die Interstate 40 und die U.S. Route 158 unterquert und anschließend in den Bailey Creek mündet.